# Немков, Василий Иванович
Василий Иванович Немков (1918, Оренбургская область — 02.12.1970) — командир отделения 88-го гвардейского стрелкового полка, гвардии сержант — на момент представления к награждению орденом Славы 1-й степени.

## Биография
Родился в 1918 году в селе Трудовое Ташлинского района Оренбургской области. Окончил 5 классов. В 1938—1940 годах проходил срочную службу в Красной армии. После демобилизации вернулся на родину. Работал трактористом.
В июле 1941 годы был вновь призван в армию. С мая 1942 года на фронте. Сражался на Южном, Сталинградском, 4-м Украинском и 3-м Белорусском фронтах. Пехотинец Немков прошел с боями от берегов Волги до Восточной Пруссии. Участвовал в ожесточенных боях у Мамаева кургана в Сталинграде и штурме Сапун-горы в Севастополе, в кровопролитные схватках на земле Белоруссии и штурме Кенигсберга. На счету сержанта Немкова более десятка атак, которые заканчивались рукопашными схватками, был несколько раз ранен. В боях в Прибалитике и Восточной Пруссии заслужил три ордена Славы.
16—17 августа 1944 года в боях за населенный пункт Порушински командир отделения гвардии младший сержант Немков с отделением отразил несколько контратак противника. Отделение Немкова истребило в том бою до тридцати вражеских солдат и офицеров, а командир отделения лично — более десяти противников. Приказом от 27 августа 1944 года гвардии младший сержант Немков Василий Иванович награждён орденом Славы 3-й степени.
10 октября 1944 года в районе населенного пункта Новое Место гвардии младший сержант Немков, действуя в разведке, с отделением скрытно выдвинулся к переднему краю противника. Внезапным ударом бойцы уничтожили пулемет и шесть противников, без потерь возвратились в расположение полка. Приказом от 1 декабря 1944 года гвардии младший сержант Немков Василий Иванович награждён орденом Славы 2-й степени.
29 января 1945 года в бою у населенного пункта Зидлунг гвардии сержант Немков заменил выбывшего из строя командира взвода, увлекая за собой бойцов, первым поднялся в атаку, ворвался в траншею противника и овладел ею.
Указом Президиума Верховного Совета СССР от 19 апреля 1945 года за образцовое выполнение заданий командования в боях с немецко-вражескими захватчиками гвардии сержант Немков Василий Иванович награждён орденом Славы 1-й степени.
Во время штурма Кенигсберга боец был тяжело ранен. День Победы встретил в госпитале. В 1945 году В. П. Немков был демобилизован. О последней награде узнал уже после войны.
Жил в деревне Сахарово Загорского района Московской области. Работал в совхозе «Константиновский». Умер 2 декабря 1970 года.
Награждён орденами Славы 3-х степеней, медалями.
В декабре 2020 года имя героя присвоено улице в деревне Сахарово.